# Lago Schwansen
Il lago Schwansen è un lago della regione Schwansen dello Schleswig-Holstein, nel nord della Germania. Fa parte dell'omonimo parco naturale nel circondario di Rendsburg-Eckernförde. Il villaggio di Damp si trova a sud, Schönhagen (comune di Brodersby) a nord, Dörphof a ovest, mentre il Mar Baltico si trova a est.

## Caratteristiche
L'acqua del lago Schwansen è salmastra. In primavera e in autunno ospita oltre cinquemila uccelli.